# Siata Daina
La SIATA Daina est un modèle de voiture grand tourisme coupé et spyder deux places fabriqué par le constructeur italien Siata de 1950 à 1958.

## Histoire

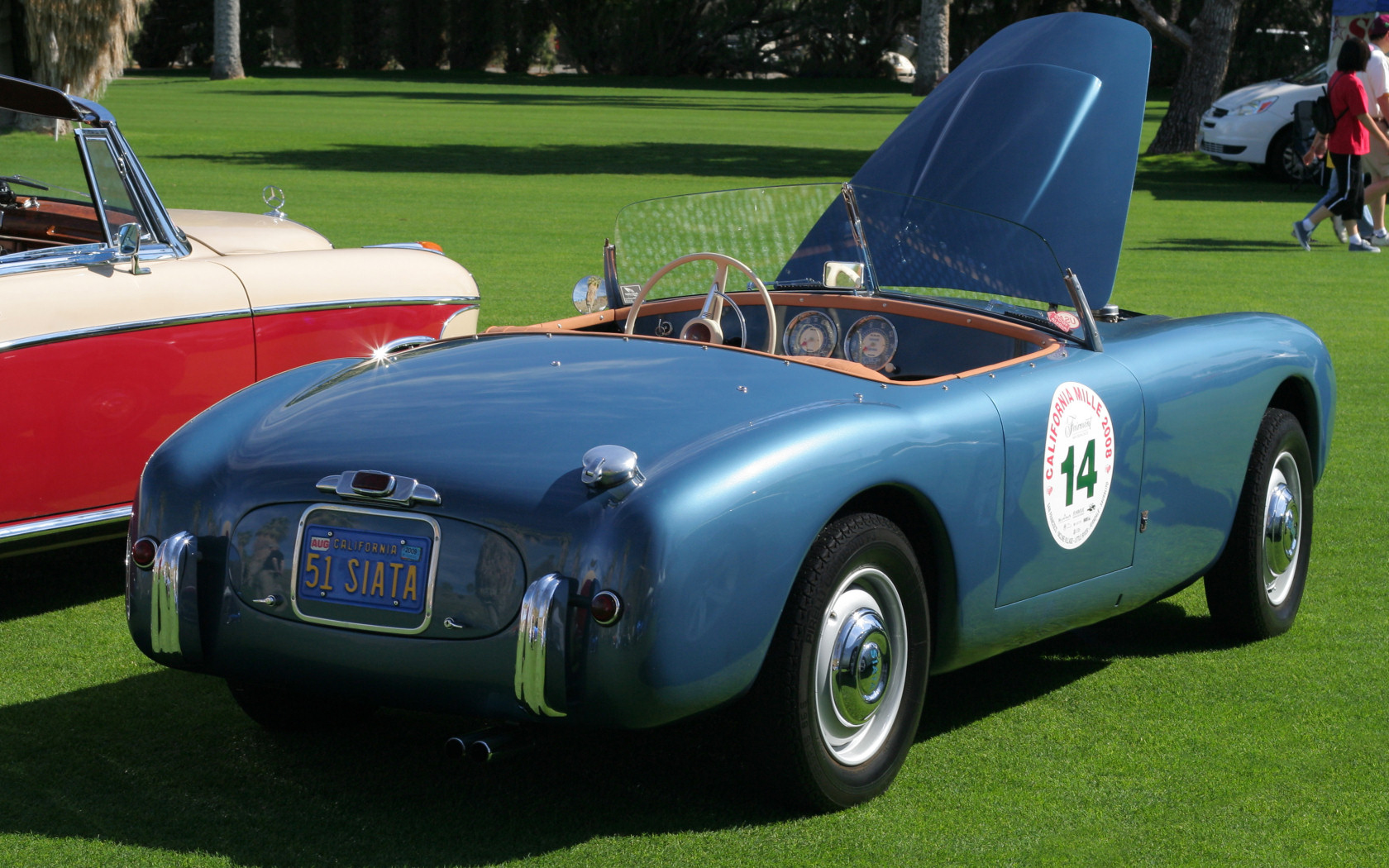
Siata Diana GS (1951) vue 3/4 arrière

La Daina était une voiture Grand Tourisme disponible avec une carrosserie de type coupé ou spider aussi souvent appelée trasformabile à l'époque en Italie. La plupart des versions spider ont été carrossée par Gian-Battista Pinin Farina, créateur de la société Pininfarina, dans ses ateliers jusqu'en 1953, tandis que les versions Coupé ont été carrossées chez son confrère Bertone.
Comme toutes les automobiles SIATA, la Daina était construite sur une base mécanique Fiat souvent modifiée. Dans le cas de la Diana, SIATA avait utilisé la Fiat 1400. Le châssis était raccourci et renforcé tandis que le moteur était retravaillé au niveau de la culasse pour y intégrer des soupapes en tête, de nouveaux collecteurs et carburateurs et un échappement d'origine Abarth.
Dans la gamme Diana qui comporte 3 modèles : Daina, Daina Sport SL et Daina Gran Sport, cette dernière a connu le plus grand succès auprès de la clientèle car elle était prête pour recevoir une préparation course. 
La version Gran Sport fut très rapidement remarquée aux Etats-Unis où, après avoir été soumise à quelques tests, elle remporta sans partage plusieurs courses. Elle reçut d'ailleurs le surnom de "petite Ferrari". Aux "12 Heures de Sebring" de 1954, elle se classa première de sa catégorie et troisième au général avec John Bentley comme pilote. 
Entièrement en aluminium, avec sa ligne filante, elle fut construite dans le seul but de participer aux Grands Prix Internationaux et surtout à la fameuse course Mille Miglia. 
De nos jours, les collectionneurs avertis lui portent un intérêt très particulier en raison du nombre de voitures très limité présentes sur le marché et surtout le caractère très artisanal de sa fabrication qui rendent quasiment unique chaque exemplaire mis aux enchères et dont la valeur ne cesse de croître.
Wayne Thomas, un journaliste spécialisé en voitures rares de collection a défini les Siata ainsi : "Conduire une Siata Diana Gran Sport devient de plus en plus un rêve impossible. Le problème c'est que l'on n'en voit quasiment plus et que la personne qui a eu l'énorme chance de pouvoir en acheter une la garde précieusement. Ce qui m'a le plus frappé dans cette voiture c'est sa ligne magnifique, la facilité avec laquelle quiconque peut la conduire et sa capacité de foncer comme un missile à la moindre sollicitation."